# Freda Bage

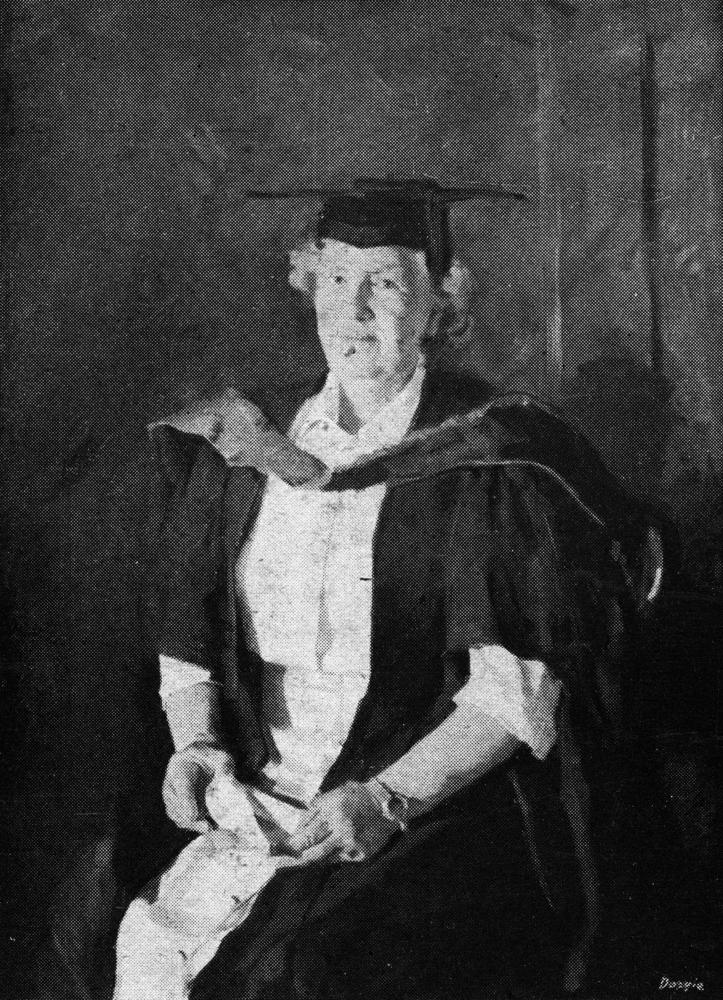
Freda Bage in akademischer Kleidung, 1949. Porträt von William Dargie

Anna Freda Bage, OBE (* 11. April 1883 in St. Kilda (Melbourne), Australien; † 23. Oktober 1970 in Brisbane, Australien) war eine australische Biologin und Hochschullehrerin. Sie war Dozentin für Biologie an der University of Queensland und von 1914 bis 1946 Direktorin des Womens College.

## Leben und Werk
Bage war die Tochter des Großhandelschemikers Edward Bage und seiner Frau Mary Charlotte, geborene Lange. Als ihr Vater 1891 starb, nahm ihre Mutter sie und ihre zwei Geschwister mit nach England, wo sie sie an der Oxford High School für Mädchen anmeldete. Als Bage 1894 nach Melbourne zurückkehrte, besuchte sie die Faireight School. 1901 begann sie ihr Studium an der Universität Melbourne und schloss ihr Studium 1904 mit einem Bachelor of Science und 1907 mit einem Master of Science mit Auszeichnung ab. Anschließend arbeitete sie als Junior-Demonstratorin in Biologie. Sie erhielt 1907 ein MacBainForschungsstipendium und 1908 ein Forschungsstipendium der viktorianischen Regierung. 1909 reiste sie mit einem Forschungsstipendium des King’s College London nach England. Sie forschte dort bei Arthur Dendy und erhielt für ihre Arbeiten von 1910 bis 1911 ein Stipendium der Linnean Society.
Sie kehrte 1913 als leitende Demonstratorin an die Universität Melbourne zurück und wurde 1913 zur Dozentin für Biologie an der University of Queensland ernannt. Am 8. Februar 1914 wurde sie die erste Rektorin des Women’s College dieser Universität und war bis zu ihrem Ruhestand 1946 in dieser Funktion tätig. Von 1923 bis 1950 war sie Mitglied des Universitätssenats und war die erste Frau, die zum Mitglied des Senats der University of Queensland gewählt wurde. Bage reiste zu offiziellen Besuchen durch Queensland, um Frauen zum Besuch der Universität zu ermutigen und Unterstützung für ihr College zu gewinnen.

## Aktivitäten in Organisationen
Sie war 1915 Präsidentin des Field Naturalists' Club und Gründungsmitglied des Barrier Reef-Komitees. Im Ersten Weltkrieg war sie Mitglied des Rekrutierungskomitees von Queensland und in beiden Kriegen Präsidentin der Kriegsarbeitsgruppen der Universitätsfrauen. Später war sie ehrenamtliche Schatzmeisterin und Vizepräsidentin der Landesabteilung der Australian League of Nations Union und wurde 1926 und 1938 als Ersatzdelegierte in die Versammlung des Völkerbundes nach Genf entsandt. Sie war Gründungsmitglied der National Art Galleries' Association, des Twelfth Night Theatre und der Brisbane Repertory Society. Als Eishockey-Enthusiastin leitete sie 1908 die erste Eishockeymannschaft Australiens und war von 1925 bis 1931 Präsidentin der Queensland Womens Hockey Association.

### Aktivitäten in Frauenorganisationen
Sie war einige Jahre lang Ehrensekretärin des National Council of Women in Queensland und 1916 Präsidentin des Women’s Club sowie von 1922 bis 1923 des Lyceum Club in Brisbane. Sie übernahm die Führung bei der Gründung der Queensland Women Graduates’ Association (später Queensland Association of University Women). Von 1928 bis 1929 war sie Präsidentin der Australian Federation of University Women (AFUW) und vertrat diese auf mehreren ausländischen Konferenzen der International Federation of University Women. Als Hommage an ihre Arbeit richtete die AFUW ein Freda-Bage-Stipendium ein.
Sie starb am 23. Oktober 1970 in Brisbane an zerebraler Arteriosklerose.
Ihr Nachlass von 59.566 US-Dollar wurde für Stipendien in Melbourne als Andenken an ihren Bruder sowie für Universitäten in Melbourne und Queensland und deren Frauenhochschulen bereitgestellt.
Die Bildhauerin Rhyl Hinwood fertigte eine Skulptur von ihr an, die im Great Court, University of Queensland aufgestellt ist. Als Zeichen ihrer Leidenschaft für das Autofahren ist Bage hinter dem Lenkrad dargestellt. 1914 fuhr und wartete Bage ein Auto und nahm an Bergrennen und Prüfungen teil. Sie fungierte nach dem Ersten Weltkrieg als Fahrerin für Gastprofessoren, transportierte ehemalige Soldaten zu und von Krankenhäusern und unternahm im Ruhestand ausgedehnte Reisen innerhalb Australiens.
Ihr Porträt von William Dargie hängt im Women’s College der University of Queensland.

## Ehrungen
- 1941: als erste Frau an der University of Queensland Ernennung zum Offizier des Order of the British Empire (OBE)[6]
- 1951: Ehrendoktorwürde der Rechtswissenschaften von der University of Queensland[7][8]